# Arie den Hartog
Arie den Hartog (Zuidland, 23 de abril de 1941-7 de junio de 2018) fue un ciclista neerlandés; profesional desde 1964 hasta 1970. Destacaron sus victorias en la Milán-San Remo (1965), la Vuelta a Cataluña (1966) y la Amstel Gold Race (1967).

## Palmarés
1964
- París-Camembert
- 1 etapa de la Vuelta a Andalucía
- 1 etapa de la Bicicleta Vasca
- Tour de Luxemburgo, más 2 etapas
- 1 etapa de la Vuelta al Levante

1965
- Milán San Remo
- 2º en el Campeonato de Holanda de ciclismo en ruta

1966
- Volta a Cataluña ,[2] más 1 etapa
- 1 etapa de la Vuelta a Bélgica

1967
- Amstel Gold Race

## Resultados en las grandes vueltas
| Carrera         | 1964 | 1965 | 1966 | 1967 | 1968 | 1969 | 1970 |
| --------------- | ---- | ---- | ---- | ---- | ---- | ---- | ---- |
| Giro de Italia  | Ab.  | -    | -    | -    | -    | -    | -    |
| Tour de Francia | -    | Ab.  | 45.º | -    | 26.º | -    | Ab.  |
| Vuelta a España | -    | -    | -    | 13º  | -    | -    | -    |